# Màlik ibn Awf an-Nasrí
Abu-Alí Màlik ibn Awf ibn Sad ibn Rabia ibn Yarbú al-Yarbuí an-Nasri al-Hawaziní (àrab: أبو علي مالك بن عوف بن سعد بن ربيعة بن يربوع اليربوعي النصري الهوازني, Abū ʿAlī Mālik b. ʿAwf b. Saʿd b. Yarbūʿ al-Yarbūʿī an-Naṣrī al-Hawāzinī) o, més senzillament, Màlik ibn Awf an-Nasrí fou un cap beduí del temps del profeta Mahoma, del clan Banu Nasr ibn Muàwiya, i de la tribu qaysita dels Hawazin, amb els quals va participar en la batalla d'Hunayn (febrer del 630).
El 629, quan Mahoma estava a punt d'atacar la Meca, els habitants de les muntanyes Sarat estaven inquiets per si el Profeta decidia atacar-los una vegada conquerida la ciutat. Màlik va reunir totes les tribus qaysites a la frontera entre el Najd i el Hijaz i se li van unir els thaqafites de Taïf, però els confederats foren derrotats pels musulmans a Hunayn, i els vencedors van fer un enorme botí. Màlik va fugir a Liyya i després es va refugiar a Taïf. Finalment va fugir de la ciutat i es va presentar a Mahoma al qual es va sotmetre. Mahoma li va tornar els seus béns i li va regalar 100 camells a canvi d'adoptar la religió musulmana. Màlik va dirigir llavors les tribus qaysites que s'havien fet musulmanes contra els thaqafites, i Taïf va quedar bloquejada fins que finalment es va sotmetre.
Apareix més tard a la conquesta de Damasc i a la batalla de Qadisiyya.